# Pussycat Dolls
The Pussycat Dolls (аббревиатура PCD) — американская поп/R&B группа-танцевальный ансамбль с женским вокалом, основанный хореографом Робин Антин в 1995 как танцующая труппа в стиле бурлеска, созданная в Лос-Анджелесе. После привлечения национального внимания Антин в итоге договорилась с записывающим лейблом Interscope Records в 2003, сделав из группы музыкальную франшизу. С тех пор группа получила глобальный имидж и коммерческий бренд под руководством Антин, Interscope и различных партнеров. Они появлялись в ТВ реалити-шоу, в представлениях Лас-Вегаса, в рекламе.
Успех к музыкальной группе пришёл в 2005 с их первым альбомом PCD, который дебютировал пятой строкой в США, выпустив три успешных сингла «Don’t Cha», «Buttons» и «Stickwitu»; последний заработал для группы номинацию Грэмми. После ухода Кармит Бачар в марте 2008 группа продолжила как квинтет, и в сентябре того же года они издали второй альбом Doll Domination, выпустив такие синглы как «When I Grow Up», «I Hate This Part» и «Jai Ho! (You Are My Destiny)».
Во время подъёма группы к славе группу критиковали за их нескрываемо сексуальный образ и откровенные танцевальные движения. Группу также обвиняли за излишний акцент на главной солистке Николь Шерзингер, которая поёт все главные вокалы в группе. В конце 2009 / начале 2010 группа взяла перерыв, чтобы записать третий альбом и представить их третий мировой тур. С тех пор было подтверждено, что Джессика Сатта, Кимберли Уайатт, Эшли Робертс и Мелоди Торнтон все до единой покинули группу, чтобы продолжить свою сольную карьеру. В мае 2010 было объявлено, что Шерзингер останется главной солисткой группы с новыми участницами: Ванессой Карри, Керингтон Пейн, Рино Накасон-Разалан и Джейми Ли Руис, которые создадут новый студийный альбом в 2010 году и поедут в мировой тур. В начале декабря 2010 года стало известно, что Николь Шерзингер также покинула группу, заявив:

«Наше время прошло. Некоторые девочки покинули группу, я ничего не могла сделать. Я бы не хотела быть в группе с какими-то другими девочками — ведь мы были как одна семья.»
Оригинальный текст (англ.)We had our time. Some of the girls left the group. That was out of my hands. I wouldn't want to be in a group with other girls - we were like a tight family.
— Nicole Scherzinger quits Pussycat Dolls

## Карьера в качестве танцевальной труппы

### Комические танцы: 1995—2003
Антин начала прорабатывать идею современной бурлесковой труппы в 1990 с Кристиной Эпплгейт и Карлой Кама. Первое выступление танцевальной труппы состоялось в 1995 году. В этот период было много участниц, начиная с дебюта в 1995 году, они выступали с многочисленными приглашенными вокалистками, с репертуаром 1950-х и 1960-х стандартной поп-музыки, одетые в дамское бельё или в ретро-костюмах в стиле пин-ап. Они выступали по четвергам в Лос-Анджелесовском ночном клубе The Viper Room с 1995 по 2001 годы.
Труппа получила широкое освещение в прессе в июне 1999, когда в журнале Playboy появились Pussycat Dolls, с 7 тогдашними полуголыми участницами (Кейси Кэмпбелл, Кива Доусон, Антониэтта Макри, Эрика Брекелс, Кэти Бергольд, Эрика Гадис и Линдси Аллен). Через три года «Куколки» переехали в The Roxy. Группа стала интернационально популярна и была на обложках журналов, появлялась в качестве гостей на MTV и VH1, рекламных кампаниях и фильмах. Некоторые из Pussycat Dolls появились в фильме 2003 года Ангелы Чарли: Полный Вперед, танцующие под «Тему из Розовой Пантеры». Они также присутствовали в клипе Pink «Trouble».
Вместе с Кристиной Эпплгейт, Кристиной Агилерой и Кармен Электра (которая была главной исполнительницей на многих выступлениях) труппа появилась в журнале Maxim на фотосъемках в 2002 году, от которых вырос общественный интерес к ним.
После выросшей популярности, музыкальные продюсеры Джимми Айовин и Рон Фэйр помогли группе трансформироваться во франшизу. Бывшая танцевальная труппа превратилась в записывающую поп-группу и стала сотрудником лейбла Айовина Interscope Records. Единственные члены труппы, которые остались после процесса переотбора были Робин Антин (приняла на себя творческую, исполнительную и управляющую роли), Кармит Бачар, Сайа Баттен, Кейси Кэмпбелл, Эшли Робертс, Джессика Сатта и Кимберли Уайатт. Позднее в 2003 Шерзингер, Кайя Джонс и Мелоди Торнтон были отобраны как вокалистки после прослушивания, чтобы окончательно превратиться в музыкальную группу.
Когда Кармен Электру спросили, почему она не вошла в новый состав группы, та ответила: «Я была частью [«Куколок»] более 2-х лет и была на каждом их шоу […], но с финансовой точки зрения, я не смогла стать частью их нового музыкального проекта […] Это была жертва, которую я не могла совершить».

#### Выступления в зале: 2005—2010
Параллельно с франшизой Pussycat Dolls как записывающей группы, в апреле 2005 начиналось давнее постоянное шоу в живую в «Зале Pussycat Dolls» смежено с Pure Nightclub в Caesars Palace в Las Vegas Strip. В этом шоу присутствовали «участницы состава», продолжая шоу в стиле бурлеска, которое началось в Лос-Анджелесе в 1995 году.
В итоге одна из участниц лос-анджелесской танцевальной труппы Рэйчел Стерлинг переехала в шоу Лас-Вегаса. В состав входили вокалистки Джейми Престон, Хейли Зельникер, Аманда Новак, Колби Аманда и Алисия. Бывшие куколки были Мередит, Джессика Ли, Рэйчел Стерлинг, Лорел, Лора Дайан, Синди, Эшли Гейтс, Бриджет Николь, Дженнифер Афрнти, Шейла Джой и Джейми Руис из Pussycat Dolls Present: Girlicious.
В феврале 2007 Caesars Palace открыл казино Pussycat Dolls прямо в зале Pussycat Dolls. Декор и наряды для крупье, официанток и танцовщиц были сделаны в «стиле Куколок». The Dolls переехали снова в Лос-Анджелес в Viper Room с ноября 2008 для постоянных выступлений по пятницам и субботам в «Зале Pussycat Dolls».

## Музыкальная карьера

### 2003—2005: Формирование
В 2003 Шерзингер, победительница Popstars, бывшая участница группы Eden's Crush, стала главной вокалисткой группы. В том же году вокалистки Торнтон и Джонс были отобраны, чтобы добавить вокальную мощь в группу. Изначально музыкальный состав группы состоял из Шерзингер, Торнтон, Джонс, Антин, Бачар, Баттен, Кэмпбелл, Уайатт, Робертс и Сатты. Группа появилась в двух саундтреках в 2004 году в фильмах Подводная братва и Давайте потанцуем. Первый сингл новообразовавшейся группы был «Sway» из Давайте потанцуем с клипом, вдохновленным фильмом.
В 2004 прямо до дебюта Баттен и Кэмпбелл покинули группу, чтобы продолжить свою сольную танцевальную карьеру. Позднее в 2005 Джонс покинула группу после записи их первого альбома, чтобы продолжить карьеру модели и певицы. Антин осталась в группе как основательница, менеджер и деловой партнёр для Interscope. Группа была запущена секстетом в самом начале, состоящая из Шерзингер, Торнтон, Бачар, Сатты, Робертс и Уайатт.

### 2005—2008: Первый альбомPCDи коммерческий успех
13 сентября 2005 они выпустили дебютный альбом PCD, который дебютировал пятой строкой в Billboard 200. Их первый сингл «Don't Cha» был успешен, достигнув первой строки в многочисленных странах, включая Великобританию, Австралию и Канаду и достиг пика на второй строке в Billboard Hot 100. Песня изначально была спета Тори Аламаз при участии рэпера Басты Раймса.
Баллада «Stickwitu» была в топ-5 в США, и их вторым синглом номер один в Великобритании. Позже она была номинирована на Грэмми в категории «Лучшее Поп Исполнение Дуэта или Группы».
«Beep» при участии will.i.am имела меньший успех, но достигла первой строки в Бельгии и Новой Зеландии. «Buttons» (с рэпером Снупом Доггом достигла третьей строки в UK Singles Chart и США.
Следующий сингл «I Don't Need a Man» не был так успешен, хотя достиг топ-10 в Австралии, Ирландии, Новой Зеландии и Великобритании, и стал № 1 в Румынии. Шестой сингл группы был «Wait a Minute» при участии Тимбалэнда, стал синглом топ-40 в США. Группа была выбрана, чтобы выступить на вступительном обзоре ABC NBA. The Pussycat Dolls были впервые на открытии Black Eyed Peas Honda Civic Tour в Северной Америке. В начале 2007 они отправились в тур по Северной Америке в поддержку Back to Basics Tour Кристины Агилеры, вместе с Danity Kane и NLT. В ноябре 2006 The Pussycat Dolls отправились в PCD World Tour с Рианной на разогреве на этапе в Англии. The Pussycat Dolls выступили на Manchester Evening News Arena на концерте, который был записан и позже был выпущен через MSN Music.

### 2008: Первое изменение в составе
В 2007 Азия Нитоллано формально была 7-й участницей группы после победы в реалити-шоу Pussycat Dolls Present: The Search For the Next Doll, которая дала ей благоприятную возможность спеть на следующем альбоме и в туре. Ходили слухи, что «Куколки» запишут версию «Lady Marmalade», которую Нитоллано спела во время финала шоу. Это не было подтверждено ни группой, ни менеджером. Нитоллано выступила в первый раз с «Куколками» во время финала шоу, спев их хит номер один «Don't Cha». Позже она снова выступила с ними на The CW Upfronts Party. Её место в группе было под вопросом из-за того, что её видели в группе только дважды, это закрепилось тем, что она практически не появлялась во время выступлений группы на Live Earth.

### 2008—2009: ЭраDoll Domination
В то время как Pussycat Dolls были в перерыве между записями двух альбомов, Шерзингер работала над своим дебютным альбомом Her Name is Nicole. Она выпустила 4 сингла, ни один из которых не сравнился с успехом выпущенных «Куколками». Релиз альбома был назначен на конец 2007, а позже переназначен на октябрь 2008, но проект был отложен на конец 2008 (так и не был выпущен). В то время появились некоторые песни на втором альбоме группы Doll Domination. Прямо перед релизом альбома давняя участница группы Кармит Бачар объявила об уходе из группы ради сольной карьеры. Группа выступила в первый раз после перерыва как квинтет для американских войск в Кувейте для Operation Myspace.
Группа вернулась на музыкальную сцену 27 мая 2008 с новым синглом «When I Grow Up», который достиг 9 строки в U.S. Hot 100 и первой в Billboard Hot Dance Club Play. Песня достигла верхушки некоторых европейских чартов и стала мировым хитом топ-10. Следующий сингл «Whatcha Think About That» с Мисси Эллиотт имел невысокие позиции в американских чартах, но достиг топ-20 в нескольких других странах, включая Великобританию с ограниченным релизом.
После небольшой задержки и двух синглов, Doll Domination был наконец выпущен как стандартное и подарочное издание. На последнем диске присутствует сольная песня от каждой девушки. Альбом дебютировал 4 строкой в Billboard 200, с 79,000 копий, проданными на первой неделе, обойдя их дебютный альбом на одну позицию в чарте, но продав на 20,000 копий меньше. Он провел только 7 недель в топ-100, в сравнении с их дебютным альбомом, который оставался в топ-100 около одного года. В январе 2009 он снова вошёл в топ-100 после нескольких более успешных синглов. Альбом в изначальной форме произвел два других сингла: мировой хит топ-20 «I Hate This Part» и клубную песню номер один «Bottle Pop», которая была выпущена только в ограниченном релизе в США и Океании. В январе 2009 они отправились во второй мировой тур Doll Domination Tour, чтобы поддержать альбом Doll Domination. Lady Gaga была у них на разогреве в Европе и Австралии, а Ne-Yo поддержал Pussycat Dolls на этапе в Англии. В середине 2009 они были на открытии тура Бритни Спирс The Circus Starring Britney Spears на первом этапе в Северной Америке.

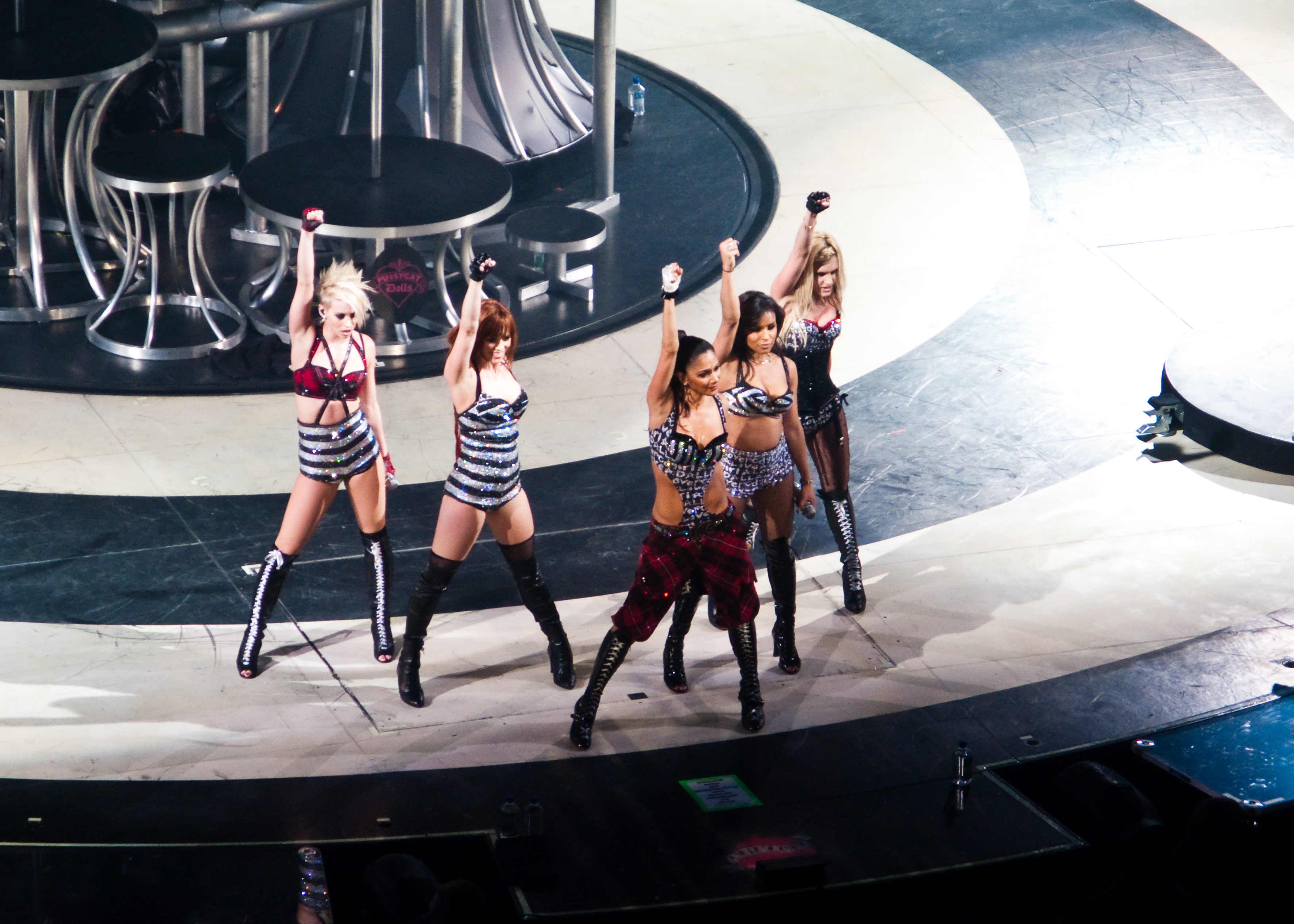
The Pussycat Dolls на открытии The Circus Starring Britney Spears

В апреле 2009 Шерзингер подтвердила журналу Billboard, что альбом будет перевыпущен, чтобы у большего количества людей появился шанс услышать их музыку. В Европе альбом был перевыпущен с тремя/четырьмя новыми песнями. В Австралии сборник под названием Doll Domination 2.0 был выпущен с 6 песнями с оригинальной версии плюс 4 новые песни, тогда как в Англии вышли 6 песен на EP под названием Doll Domination: The Mini Collection, выпущенный 27 апреля 2009 с 4 оригинальными версиями плюс ремикс и новой песней. В августе 2009 альбом был снова переформирован, в этот раз как Doll Domination 3.0, чтобы включить все предыдущие бонусные песни на одном CD с оригинальным альбомом. Его релиз был ограничен в Европе и Великобритании, где все синглы группы достигли топ-20.
Переделанные версии произвели 2 новых сингла: мировой хит «Jai Ho! (You Are My Destiny)» (был саундтреком к фильму Миллионер из трущоб) и европоп ремикс «Hush Hush» (переименованный в «Hush Hush; Hush Hush»), которые достигли топ-20 в международном масштабе. Из-за излишнего акцента на Шерзингер в релизе этих двух синглов было несколько эмоциональных вспышек в СМИ, включая одну у Торнтон на одном из выступлений группы в туре.

### 2009—2010: Перерыв и второе изменение в составе
После многократных слухов в прессе и возросшего напряжения в группе их основательница и менеджер Робин Антин нарушила молчание на официальной странице в Твиттере, чтобы сказать, что группа не распадается. Она ясно дала понять: «The Pussycat Dolls НЕ распадаются…. А ЕСЛИ даже и так, вы услышите от МЕНЯ это 1-ми, НИКАКИХ СЛУХОВ…Альбом #3 уже готовится!» Торнтон в дальнейшем уточнила ситуацию на MTV: «В данную минуту Pussycat Dolls в отпуске. На самом деле этот перерыв очень необходим. Это как если вы со своими сестрами 24 часа в сутки и вам нужно принять свой душ». Торнтон сказала, что «Куколки» в конце снова соберутся вместе.
После этого Уайатт была очень активна в плане описания фактической действительности группы и дала большое количество серий интервью о статусе куколок. В октябре 2009 она сказала Daily Star, что её «роль в группе была работой до конца рабочего дня, а после у каждого своя личная жизнь». Она продолжила объяснять, что группа была составлена вместе, не учитывая характеры каждой, затем она увидела в Шерзингер больше делового партнёра, чем друга. Эти комментарии показали позицию группы с той стороны, что вне зависимости от того, кто вернулся в группу или является её частью, она будет держаться. 12 октября она сказала Daily Record, что Антин может добавить в группу кого угодно, но группа все равно останется бродвейским шоу. В декабре Уайатт снова говорила о группе с Digital Spy. Она подтвердила ранние сообщения, что она была в студии звукозаписи и работала над собственным дебютным альбомом в стиле электроники. Она кардинально разоткровенничалась, сказав что она не знает что сейчас конкретно происходит с третьим альбомом группы, так как она не была его движущей силой. Также было упомянуто, что «фанаты увидят новые лица». Она описала свою роль в группе как незаменимую, сказав, что «Меня всегда будут ассоциировать с Pussycat Dolls касается ли это хореографии или творческого руководства».
Это среди многих других интервью и появлений участниц группы по отдельности привело к слухам в прессе, что группа собиралась распасться из-за натянутых отношений с главной солисткой Шерзингер. Однако на это Антин ответила очень быстро, заявив:

The Pussycat Dolls очень живучие. На самом деле нет правды в таких заявлениях. Николь и "Куколки" ВСЕГДА были близки. Николь есть и всегда будет сильной творческой силой в группе и мне нравится, как мы сотрудничаем.

В январе 2010 News of the World заявил, что и Уайатт, и Торнтон были «уволены из группы из-за ссор с Шерзингер» и возможно уйдет ещё несколько куколок. Уайатт заявила, что ей не понравился льготный режим Шерзингер, включая личный транспорт, вместо того чтобы присоединиться ко всем девушкам в группе в туровом автобусе и то, что она запросила личную гримерку, в то время как другие девушки делили одну на всех во время последних туров. Последней каплей был момент, когда было объявлено, что были сделаны изменения в группе, Уайатт в ответ призналась, что она поговорила с Торнтон, Робертс и Саттой о конкурирующем проекте с Pussycat Dolls. Хотя официальное заявление об изменениях было связано с сольным проектом Шерзингер. Уайатт заявила, что «[Я и другие девочки кроме Николь] пытаются найти способ сработаться. Мы все этого хотим. Но когда мы делаем это, нам не позволяют называть себя Pussycat Dolls. Прямо сейчас куча противоречий. Я не разговаривала об этом с Николь. Она с головой ушла в карьеру».
Наконец, 29 января 2010 правде о группе было суждено всплыть. Это началось с Джессики Сатты, признавшейся E!Online, что её выкинули из группы после сломанного ребра во время тура группы. Новость поставила её в затруднительное финансовое положение, и в один миг она чуть ли не стала бездомной. Как и в ранних интервью Уайатт, Сатта намекала на размер льгот Шерзингер. Когда группа была в туре с Бритни Спирс другим куколкам приходилось постоянно подвергаться тестам на содержание наркотиков, а Шерзингер была исключением. Согласно Сатте, Шерзингер была больше вовлечена, чем просто пением главного вокала, она очевидно контролировала количество кадров каждой куколки в клипе, когда они снимались. Сатта сказала журналу In Style, что хотя быть куколкой — это приятный опыт даже после семи лет, она все равно не хочет прославиться как подтанцовщица.
Меньше месяца спустя, 26 февраля Уайатт подтвердила, что было ожидаемо: она также покинула группу и официально призналась в новостях журналу Loaded. Она покинула группу из-за того, что ей не нравилась позиция в группе: «Хотелось бы, чтобы было по-другому, потому что я люблю то, что делаю на сцене. Мне нравится быть куколкой, но поскольку за сценой происходят перемены — я просто не могу этого больше терпеть … когда я выхожу на сцену, я знаю, что это моя работа и я выкладываюсь на 100 процентов. Мне кажется, что я могу установить связь с любым в совместной работе — потому что это просто работа, и ничего больше!»
Спустя один день Эшли Робертс также объявила об своем уходе из группы через сайт. В простом сообщении она сказала: «Да, я ушла из Pussycat Dolls..Я вас всех очень люблю!!! Я очень признательна за вашу любовь и поддержку. Это была удивительная поездка, я столько поняла!» Тем временем, Уайатт позже подтвердила, что все Куколки покинули группу, включая Торнтон.

### 2010: Новый состав и распад
Антин появилась на шоу Венди Уильямс, чтобы прорекламиировать свой новый фитнес DVD. Уильямс воспользовалась случаем, чтобы спросить Антин о слухах, окруживших подозрительный распад группы. Антин ответила таким образом: «[Pussycat Dolls] не распадаются. На самом деле, мы готовимся сделать новую группу». Она подтвердила, что Шерзингер осталась. Однако, Антин заявила, что добавит новые лица и некоторые из нынешних участниц уйдут, чтобы сделать сольные проекты. Она продолжила: «бред о расширении прав женщин. Внутри каждая женщина прелестная куколка, которая ждет своего выхода. В мире миллионы женщин хотят знать, что это такое. Я хочу показать это через новые лица».
Вновь подтвердив позицию группы, 4 марта Шерзингер сказала MTV, что её позиция с группой — это секрет, хотя она будет состоять из нового состава, и надеется что они выпустят новый альбом где-то к концу 2010 года. Она также сообщила, что она ездит в студию звукозаписи. Но когда её спросили о сути записей, она не была уверена, будут ли они для её собственного альбома или третьего альбома куколок, но последний определенно будет выпущен для фанатов. Говоря о музыке, она сказала: "Я не знаю, собираюсь ли я выпустить [новую музыку] под собственным именем или это будет идеально для Куколок. Да это неважно. Я просто хочу создавать великолепную музыку для фанатов. Хотя, новый альбом Куколок будет «в стиле поп, но с большим звучанием рока и соула».
Новый состав был открыт 22 мая 2010 состоящий из Шерзингер в качестве главной вокалистки и 4 других девушек: бывшей Laker Girl, Ванессы Карри; финалистки So You Think You Can Dance Керингтон Пейн; бывшей участницы Harajuku Girls, Рино Накасонэ и бывшей участницы Pussycat Dolls Present: Girlicious Джейми Руис. Тем не менее несмотря на всё это в декабре 2010 года Шерзингер официально покинула группу, чтобы начать сольную карьеру. После этого группа была официально распущена.

### 2019: Воссоединение
В ноябре 2019 года певица и танцовщица Николь Шерзингер опубликовала в инстаграме пост, в котором объявила о воссоединении группы The Pussycat Dolls  в составе Кармит Бачар, Эшли Робертс, Джессики Сатта, Кимберли Уайатт и Николь Шерзингер. 7 февраля 2020 года группа при поддержке лейбла Access Records выпустила сингл "React".

## Туры
Главные
- 2006—2007: PCD World Tour
- 2009: Doll Domination Tour
- 2020-2021: The Pussycat Dolls Tour  (отменен)

На разогреве
- 2006: The Black Eyed Peas: Honda Civic Tour
- 2007: Кристина Агилера: Back To Basics Tour (Только в Северной Америке)
- 2009: Бритни Спирс: The Circus Starring Britney Spears (Только в Северной Америке)

## Проекты

### Телевизионные серии
В апреле 2006 The New York Times сообщила, что руководство Interscope работало над созданием реалити-шоу, под наблюдением продюсеров America's Next Top Model и McG, режиссёром фильмов Ангелы Чарли и Ангелы Чарли: Только вперёд. Шоу под названием Pussycat Dolls Present: The Search For the Next Doll будет искать новых членов для музыкальной группы. Новая участница споет на новом альбоме и выступит в туре группы. Шоу вышло в свет на The CW 6 марта 2007. Оно вышло в свет в Австралии и Великобритании 1 апреля. В последнем сезоне было объявлено, что выиграла Азия Нитоллано. Было объявлено в июле, что Азия Нитоллано вместо этого «решила заняться сольной карьерой».
Второй сезон шоу начали показывать 18 февраля 2008, под названием Pussycat Dolls Present: Girlicious. В отличие от предыдущего шоу, которое пыталось найти новую участницу, что присоединиться к Куколкам, второе шоу прослушивало женщин, чтобы отобрать в новую девчачью группу, Girlicious. Однако, в финале шоу, было обнаружено, что Girlicious будет квартетом. В группу входили: Николь Кордова, Тиффани Андерсон, Кристина Сайерс и Натали Мехия. Группа дебютировала после финала шоу, выпустив альбом и заработав внимание в основном от канадских и бразильских слушателей с хип-хоп, urban звучанием. Однако в июне 2009 после смены urban на поп, Антин объявила, что Андерсон покинула группу, и Girlicious будут продолжать как трио. Участницы Pussycat Dolls появлялись на обоих сезонах Pussycat Dolls Present: как приглашенное жюри, чтобы исполнить песни или в видеосообщениях, показанных конкурсанткам на каждой неделе.

### Товары
В 2006 Interscope нанял калифорнийскую компанию BandMerch чтобы распространять ряд товаров, включая одежду и прочее, через сайт группы.
В товарном соглашении с Interscope в 2006, изготовитель игрушек Hasbro планировал выпустить куклы, смоделированные с Pussycat Dolls, и, как сообщается, продавать для детей от 6 до 9 лет. Группы Папы и дочери и Кампания за Некоммерческое Детство успешно заставили свернуть планы компании, так как они посчитали, что Pussycat Dolls будут неуместны для детей, из-за слишком большой сексуальности песен Pussycat Dolls, клипов и выступлений вживую. Они также вели дело с Estée Lauder для линии косметики Pussycat Dolls под брендом Stila.
В 2008 было сообщено, что Антин и La Senza Corporation из Канады произвели линию дамского белья, стилизованном под Бурлеск/Pussycat Dolls под названием «Shhh…by Robin Antin».
15 декабря 2009 Робин Антин выпустила DVD Robin Antin’s Pussycat Dolls Workout с танцовщицами из «Зала Pussycat Doll», Кристиной Сайерс (участницей группы Girlicious) и Николь Шерзингер.

### Другие предприятия
В 2007 Interscope сформировал лондонскую спин-офф группу Paradiso Girls через открытое прослушивание. Начальный состав группы был из главной певицы Арии Каскаваль и Лорен Бенетт, рэперши Шер Мэй Амор и DJ Келли Векетта. Антин и Рон Фэйр отобрали финалистку Pussycat Dolls Present: The Search For the Next Doll Челси Корку, что присоединиться к главным вокалисткам, определив тем самым финальный состав группы. Группа сделала международный дебют, выпустив первый международный сингл и дебютный альбом.
В начале февраля 2008, как часть ТВ-шоу, The CW спонсировали Stardoll.com, веб-сайт с виртуальными куклами, чтобы включить изображение участниц PCD для интерактивного одевания в одежду с логотипом PCD. Этот сайт предназначен для девочек от 7 до 17 лет. The CW подтвердил, что у шоу не будет третьего сезона из-за низких рейтингов.
Pussycat Dolls перезаписали «Don’t Cha» на симлише для включения в компьютерную игру The Sims 2: Pets. Они также появились в качестве героинь в Asphalt: Urban GT 2 в ноябре 2006.

## Противоречия
В 2006 у группы были проблемы в Куала-Лумпуре с администрацией из-за явно сексуальных танцев. Выступление, часть их PCD World Tour, было плохо принято в мусульманских странах, которые отнеслись с неодобрением к «невероятным нарядам» группы и «сексуально вызывающим движениям на сцене». 'Absolute Entertainment', компания, отвечавшая за появление группы в Малайзии, была оштрафована на $3000 за инцидент.
Марго Уотсон из Entertainment Weekly выразила недовольство по поводу излишнего акцентирования на Шерзингер как главной вокалистки, отметив: «существует два типа девичьих групп: те, которые закрепились как суперзвёзды (The Supremes, Destiny's Child), и те, которые состоят из харизматичных личностей, наделённых ограниченными талантами (Spice Girls, TLC). The Pussycat Dolls не относятся ни к тем, ни к другим — они — бренд, не группа. По итогам мультиплатиновых PCD в 2005 выясняется, что главная Куколка Николь Шерзингер во всеобщем внимании, и она не Бейонсе. Что касается других, что ж…вы знаете их поименно? Вы вообще знаете, сколько их?»

## Дискография
- 2005: PCD
- 2008: Doll Domination